# Elda (Gerichtsbezirk)
Der Gerichtsbezirk Elda ist einer der 13 Gerichtsbezirke in der spanischen Provinz Alicante.
Der Bezirk umfasst 2 Gemeinden auf einer Fläche von 149,99 km² mit dem Hauptquartier in Elda.

## Gemeinden
| Gemeinde            | Einwohner (2024) | Fläche km² | Dichte Einw./km² | Cod INE | Postleitzahl |
| ------------------- | ---------------- | ---------- | ---------------- | ------- | ------------ |
| Elda                | 53.818           | 45,79      | 1.175            | 03066   | 03600        |
| Petrer              | 34.076           | 104,20     | 327              | 03104   | 03610        |
| Gerichtsbezirk Elda | 87.894           | 149,99     | 586              | –       | –            |